# Henk Groot
Hendrik „Henk” Groot (ur. 22 kwietnia 1938 w Zaandijku, zm. 11 maja 2022) – holenderski piłkarz, grał na pozycji pomocnika w takich klubach jak Stormvogels Telstar, AFC Ajax i Feyenoord.

## Lata młodości
Henk Groot urodził się i wychował w Zaandijku. W miejscowym klubie również zaczął trenować piłkę nożną, a miał wówczas 7 lat. Później wraz ze starszym bratem grali w piłkę w klubie Velsen.

## Ajax
W 1959 obaj bracia związali się z Ajaxem Amsterdam. Henk już w meczu z NAC Breda miał okazję do debiutu. Drużyna Ajaksu wygrała tamto spotkanie 3:0, a młodszy z braci zdobył 3 bramki. W swoim pierwszym sezonie gry w barwach Ajaksu zdobył mistrzostwo kraju.
Kolejny sezon w tym klubie również mógł zaliczyć do udanych. Strzelił dużo goli, brał udział w pucharze Intertoto i KNVB Beker.

## Feyenoord
W 1963 roku po Henka Groota sięgnął Feyenoord płacąc około 250 tysięcy. W drużynie ‘Die Kamaraden’ grał przez 2 sezony zdobywając nawet mistrzostwo. Później zdecydował się wrócić do Ajaksu.